# Myrt and Marge
Myrt and Marge – amerykańska, radiowa opera mydlana, emitowana od 2 listopada 1931 do 27 marca 1942 w CBS Radio oraz Mutual Broadcasting System. Została stworzona i napisana przez odtwórczynię jednej z głównych ról, Myrtle Vail, która opierała historię na swoich własnych doświadczeniach. Druga z głównych ról była odgrywana przez jej córkę Donnę Damerel. W 1933 Universal Studios stworzyło film pod tym samym tytułem, bazujący na audycji. Jego reżyserem został Al Boasberg.